# Bukázósas

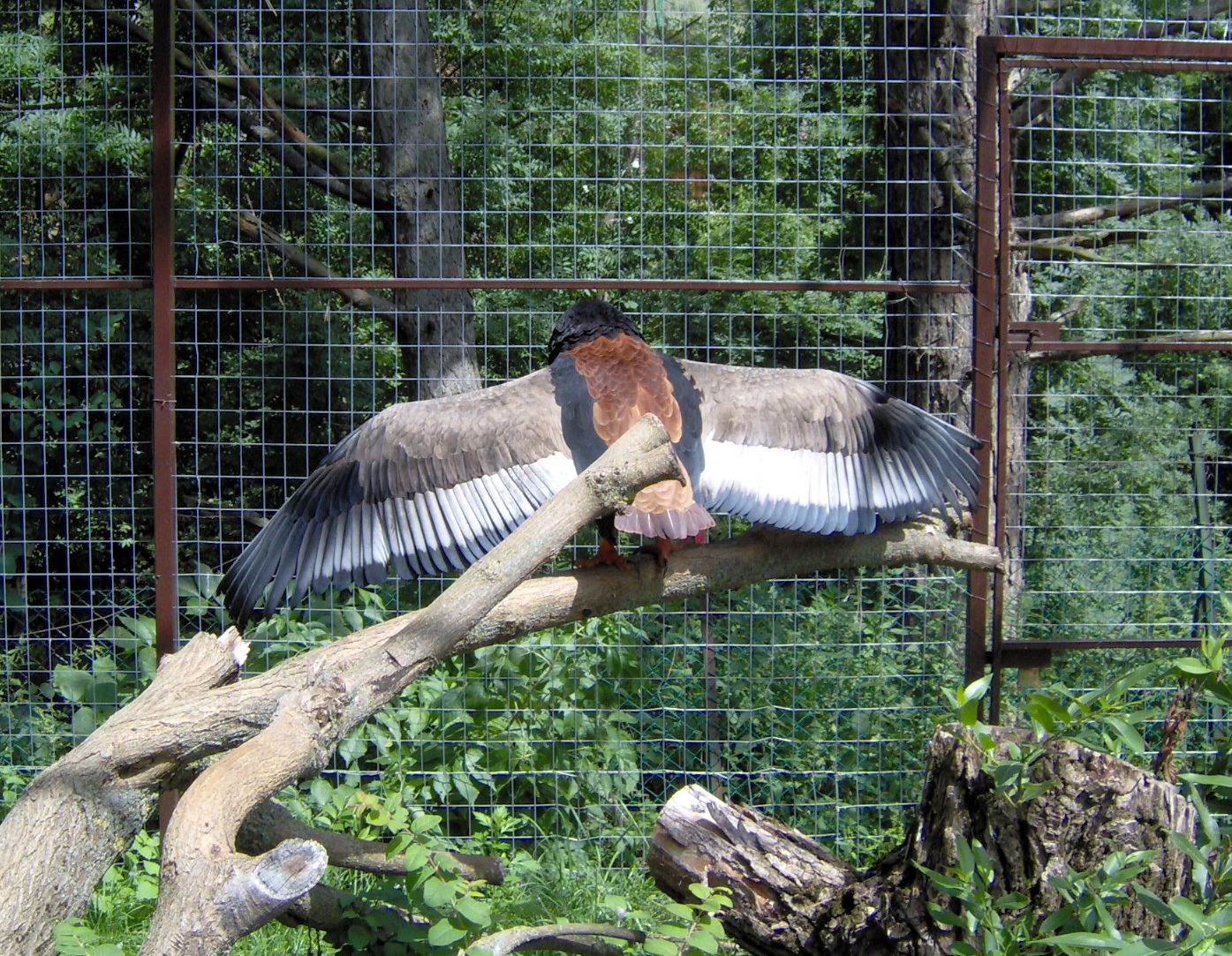
Napozó tojó a Veszprémi állatkertben

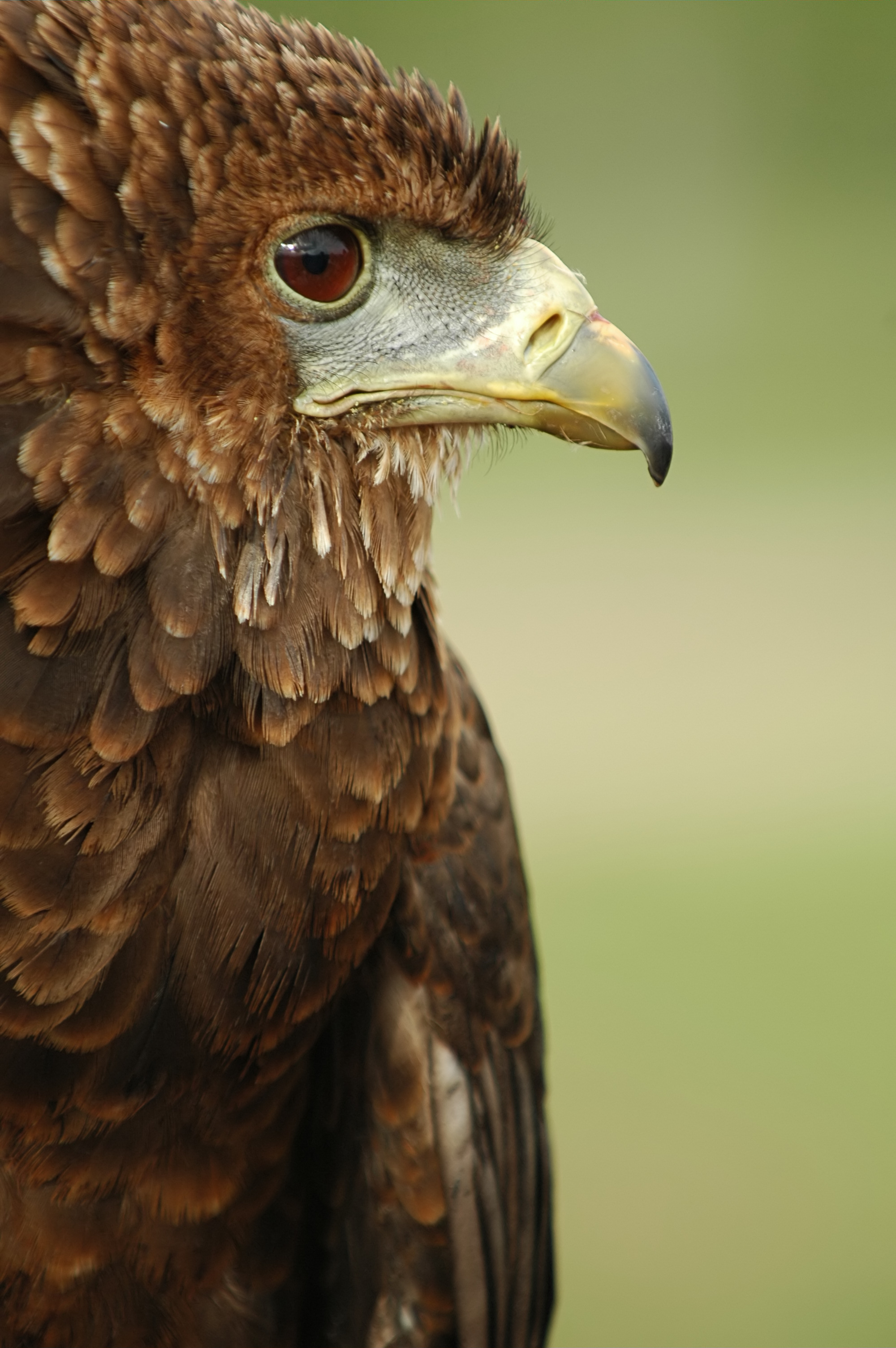
A fiatal bukázó sas 7 éves koráig barna tollazatot visel

A bukázósas (Terathopius ecaudatus) a vágómadár-alakúak (Accipitriformes) rendjébe, ezen belül a vágómadárfélék családjába tartozó faj, rokonai közül meglehetősen színes külsejével kitűnő afrikai ragadozómadár.

## Rendszerezése
A fajt François-Marie Daudin francia zoológus írta le 1800-ban, a Falco nembe Falco ecaudatus néven.

## Előfordulása
Általánosan elterjedt Afrika szavannáin és gyérebb erdőségeiben, a Szaharától délre, kivéve a dél-afrikai térséget. A sűrű trópusi esőerdőket és a túlzottan nyílt síkságokat kerüli.

## Megjelenése
Testhossza 70 centiméter, szárnyfesztávolsága 168-190 centiméter, testtömege 1900-2900 gramm. A tojók némileg nagyobbak párjaiknál. A faj különlegessége a sasok és rokonaik körében ritka, különösen a hímek esetében színes tollazat. Ez alapvetően kékesfekete, de a hát és az összetéveszthetetlenül rövid farok barna, a szárnyak felső része világosszürke, míg az evezőtollak fehéres színezetűek, végeik pedig feketés színűek. A szárny alsó felülete fehér. Mindehhez élénkpiros arcrész, illetve fakóbb, fekete hegyű, kampós csőr és lábak tartoznak. A tojók némileg egyhangúbb külsővel rendelkeznek: egész szárnyuk barna és szürke. A fiókák egyszínű világosbarnák, és csak ivarérett korukra nyerik el szüleik színezetét.

## Életmódja
A többi sashoz hasonlóan ez a madár is nappal aktív, és főleg hússal táplálkozik. Zsákmányát elsősorban kisebb állatok (emlősök, hüllők, madarak, rovarok) és dögök képezik. Vadászat közben mutatott rendkívüli manőverezőképességéről, amely a gyorsabb madarak elfogására is alkalmassá teszi, kapta magyar nevét.

## Szaporodása
Monogám faj, párjával minden évben látványos, akrobatikus násztáncot lejt a levegőben. A költési időszak a hatalmas elterjedési területen változó időpontban érkezik el. A gallyakból összerótt, sziklán vagy faágon épült fészekbe egyetlen tojás kerül, amely körülbelül 55 nap után kel ki. A tojó ezalatt végig a fészken ül, míg párja gondoskodik az etetéséről. A gyámoltalan, vak utódot mindkét szülő eteti. A kicsiny 95-120 napig marad a fészekben, de még kirepülése után mintegy 4 hónapon át a szüleivel marad. A hosszú életű, átlagosan 20-25, de fogságban akár 40 évig is elélő bukázó sas meglehetősen későn, 7 évesen éri el az ivarérettséget. Ehhez a fiókák meglehetősen alacsony (alig 2%-os) túlélési aránya is párosul, így aztán a madár nem mondható túlzottan szaporának.

## Természetvédelmi helyzete
Az elterjedési területe rendkívül nagy,  egyedszáma pedig gyorsan csökken. A Természetvédelmi Világszövetség Vörös listáján veszélyeztetett fajként szerepel.
Állatkertekben ritkán tartott faj. Magyarországon jelenleg csak egy helyen tartják, a Budapesti Állatkertben él egy igen idős tojó és egy fiatal egyed.

## Rokonai
A magyar nyelvben körülbelül 60, egymással nem különösebben közeli rokonságban álló fajt illeti meg a sas elnevezés. A bukázó sas a Teratophius nem egyetlen tagja. Rokonai a különféle kígyászölyvek.